# マーサ・ティドフィルFC
マーサ・ティドフィル・フットボールクラブ（英: Merthyr Tydfil Football Club）は、ウェールズの都市マーサー・ティドビルを本拠地として活動していたサッカークラブである。2010年に解散。

## クラブ各種記録
一試合最多観客動員数
- 21,000人 vs レディング FAカップ2回戦 1946

## タイトル

### 国内タイトル
- ウェルシュカップ:3回
  - 1948-49, 1950-51, 1986-87

### 国際タイトル
- なし

## 歴代監督
- ジョン・チャールズ 1972-1974

## 歴代所属選手
- ジョン・チャールズ